# Constantin Hering
Pour les articles homonymes, voir Hering.
Constantin Hering (1er janvier 1800 - 23 juillet 1880) est un médecin américain d'origine saxonne qui introduisit l'homéopathie en Amérique. Il prolongea l'œuvre de Hahnemann en découvrant des médicaments importants.